# Daina Levy
Daina Levy (ur. 27 maja 1993) – jamajska lekkoatletka kanadyjskiego pochodzenia specjalizująca się w rzucie młotem.
Na mistrzostwach świata juniorów młodszych w Bressanone zakończyła udział w eliminacjach. Dwa lata później wywalczyła srebrny medal mistrzostw panamerykańskich juniorów. W 2015 nie zaliczyła mierzonej próby na igrzyskach panamerykańskich. Uczestniczka igrzysk olimpijskich w Rio de Janeiro (2016), na których wystartowała jako pierwsza zawodniczka z tego kraju w rzucie młotem.
Złota medalistka mistrzostw Jamajki oraz reprezentantka kraju w mistrzostwach NACAC.
Rekord życiowy: 71,48 (25 czerwca 2016, Lawrence).

## Osiągnięcia
| Rok  | Impreza                               | Miejsce        | Pozycja           | Wynik |
| ---- | ------------------------------------- | -------------- | ----------------- | ----- |
| 2009 | Mistrzostwa świata juniorów młodszych | Bressanone     | el. – 31. miejsce | 44,81 |
| 2011 | Mistrzostwa panamerykańskie juniorów  | Miramar        | 2. miejsce        | 55,79 |
| 2015 | Igrzyska panamerykańskie              | Toronto        | –                 | NM    |
| 2015 | Mistrzostwa NACAC                     | San José       | 4. miejsce        | 68,60 |
| 2016 | Igrzyska olimpijskie                  | Rio de Janeiro | el. – 30. miejsce | 60,35 |